# Arrigo Pelliccia
Arrigo Pelliccia (* 20. Februar 1912 in Viareggio; † 19. Juli 1987 in Rom) war ein italienischer Violinist, Violist und Musikpädagoge.

## Leben und Werk
Arrigo Pelliccia studierte bis 1928 bei Arrigo Serato in Bologna und Antonio Guarnieri in Rom. Dank persönlicher Unterstützung von Benito Mussolini konnte er Aufbaustudien bei Carl Flesch in Berlin und in Sommerkursen in Baden-Baden absolvieren.
Nach dem Ende des Zweiten Weltkrieges wurde Arrigo Pelliccia Konzertmeister der Pomeriggi Musicali in Mailand. Er spielte mit Ornella Santoliquido (Klavier) und Massimo Amfiteatrof (Violoncello) im Trio Santoliquido. Darüber hinaus spielte er im Rom-Quartett und im Boccherini-Quintett Bratsche. In den 1950er und 1960er Jahren trat er als Solist der Virtuosi di Roma auf. Er verfolgte als Violinist wie als Bratscher auch eine Solisten-Karriere. Er wurde vor allem als Bratscher hoch geschätzt. Pelliccias Einspielungen der Bratschensonaten von Wolfgang Amadeus Mozart zusammen mit dem Geiger Arthur Grumiaux wurden von der Kritik vielfach gelobt. 1979 trat er mit dem Trio Santoliquido letztmalig öffentlich auf. Danach widmete er sich nahezu ausschließlich musikpädagogischen Aufgaben. Von 1939 bis 1959 unterrichtete er am Konservatorium von Neapel Violine und Bratsche. Anschließend ging er an die Accademia Nazionale di Santa Cecilia in Rom in gleicher Position.